# Daouda Sow
Daouda Sow (Roubaix, 19 de janeiro de 1983) é um boxista francês que representou seu país nos Jogos Olímpicos de Verão de 2008, realizados em Pequim, na República Popular da China. Competiu na categoria leve onde conseguiu a medalha de prata após perder a luta final para o russo Aleksei Tishchenko por pontos (9–11).